# Onthophagus padrinoi
Onthophagus padrinoi es una especie de insecto del género Onthophagus, familia Scarabaeidae, orden Coleoptera.

Fue descrita científicamente por Delgado en 1999.